# Bertrand de Faucigny-Lucinge

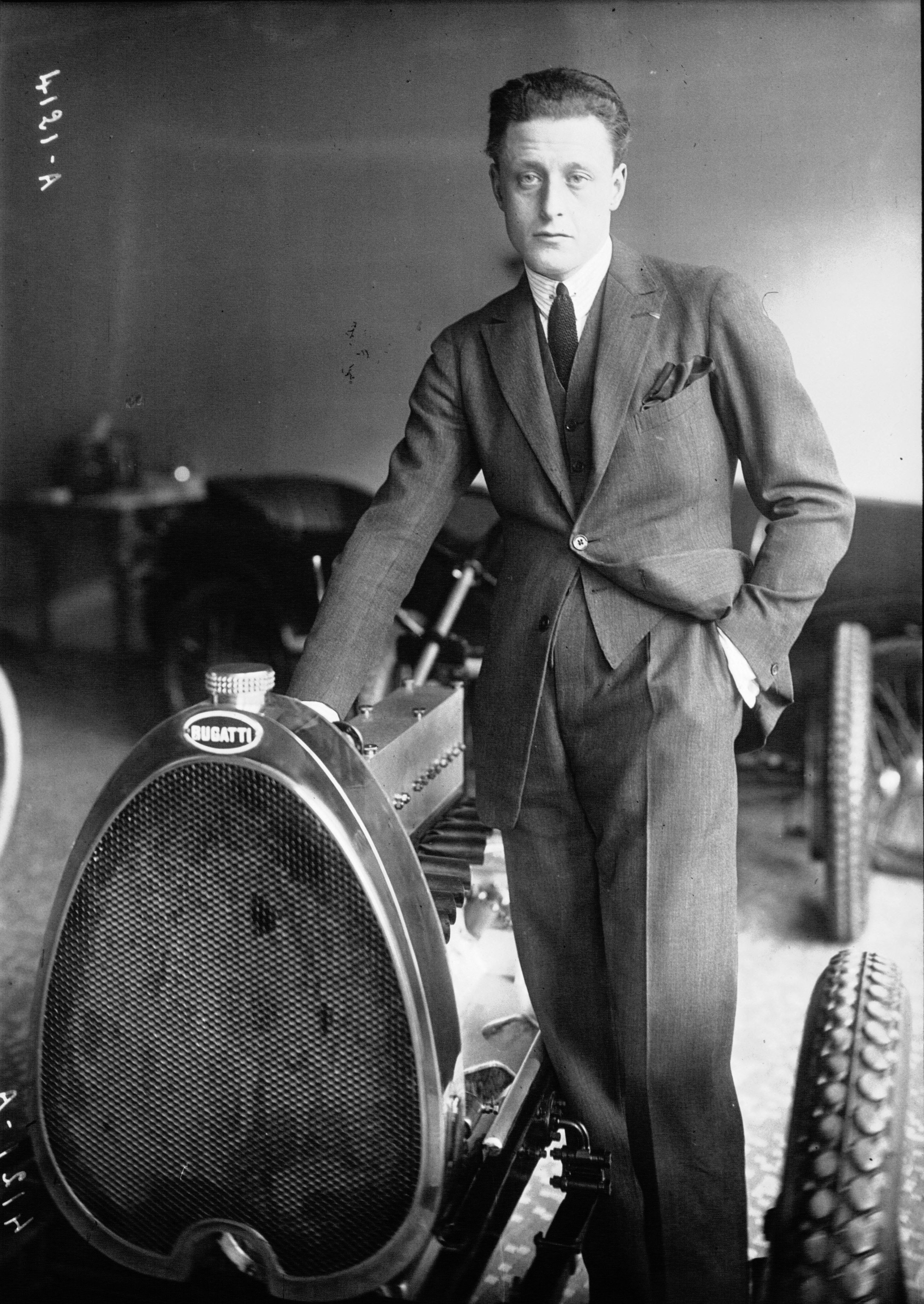
Bertrand de Cystria, 1923

Bertrand de Cystria, eigentlich Bertrand de Faucigny-Lucinge et Coligny, Prince de Cystria (* 3. Dezember 1898 in Paris; † 22. Oktober 1943 ebenda) war ein Angehöriger des französischen Hochadels und Automobilrennfahrer.

## Familie
Seine Eltern waren Ferdinand Marie Gaspard François Robert Louis de Faucigny-Lucinge (25. März 1868–6. September 1928) und dessen erste Ehefrau Elisa Raphaele de Cahen (12. Januar 1873–5. Dezember 1899). Aus der zweiten Ehe seines Vaters hatte er zwei Halbschwestern Beatrix de Faucigny-Lucinge (3. Oktober 1902–2. August 1990) und Françoise de Faucigny-Lucinge (28. Mai 1908–6. Dezember 1996).
Er selbst war zweimal verheiratet.
- Am 28. August 1919 ehelichte er Paule Caroline Mathilde (geborene Princesse Murat; 21. Mai 1901–29. Mai 1937), eine Tochter des Prinzen Louis Napoléon Murat (22. Dezember 1851–22. September 1912).[3] Diese Ehe wurde im Jahr 1926 geschieden. Aus dieser Verbindung entstammt die Tochter
  - Diane Marie Violette Françoise, Princesse de Faucigny-Lucinge (* 16. Juli 1922) ⚭ 25. Oktober 1962 mit Ian Ainsley.
- Am 26. Dezember 1927 heiratete er die in Buenos Aires geborene Maria Lydia Hualberta (geborene Lloveras, 12. Juli 1898–unbekannt), eine Freundin des argentinischen Schriftstellers Jorge Luis Borges.

Um Schulden zu begleichen, verkaufte er im Jahr 1923 das Château de Coat-an-Noz (Belle-Isle-en-Terre), das seine Familie 1859 erworben hatte.

## Rennfahrer

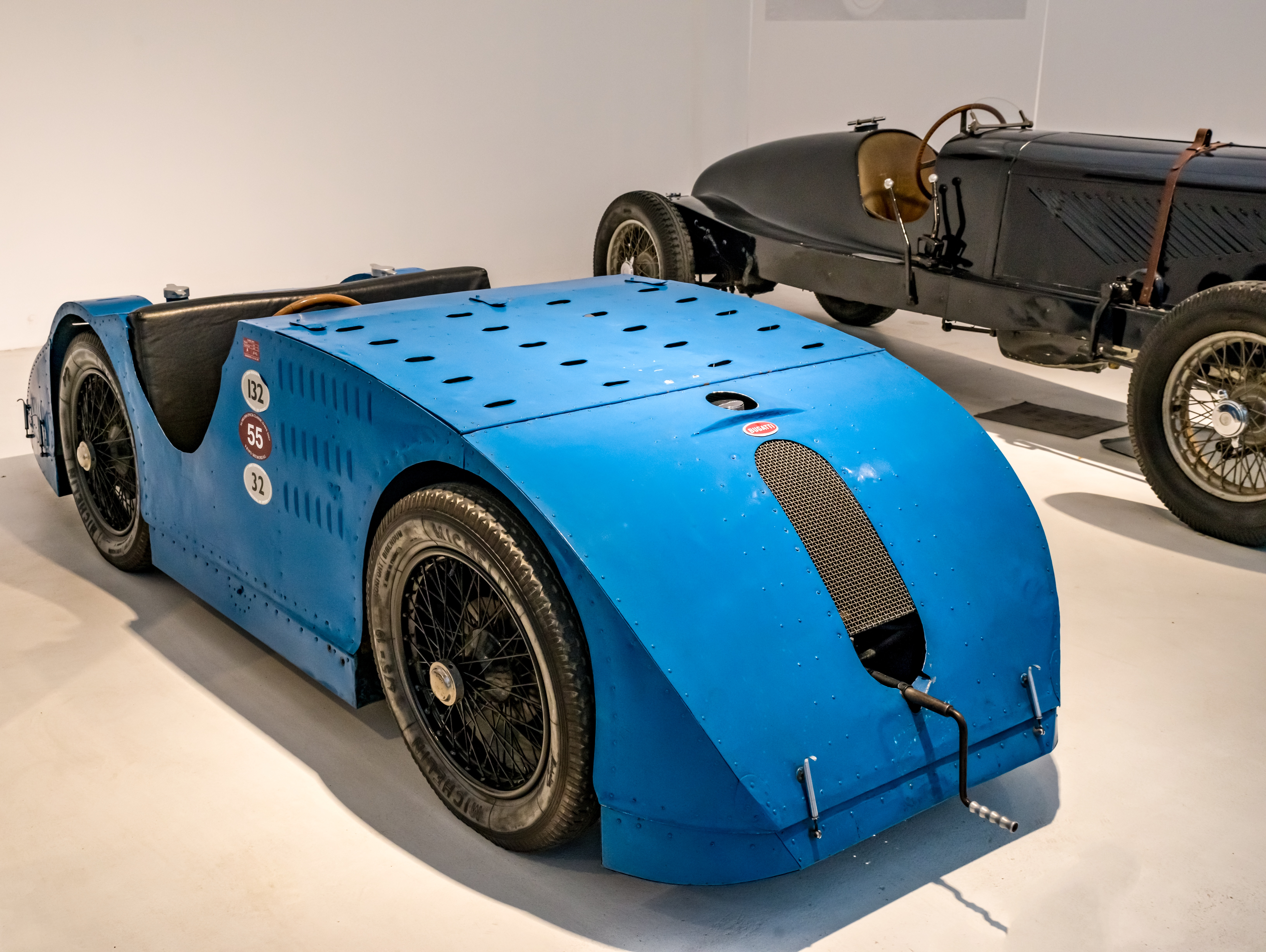
Bugatti Type 32 (1923)

Bertrand de Cystria galt in den frühen 1920er Jahren als schneller und furchtloser Fahrer, der mit seinem Bugatti und seinem Ballot zunächst eher als Hobby an Rennen teilnahm. Nachdem er im elsässischen Molsheim den französischen Automobilhersteller Ettore Bugatti kennengelernt hatte, beschloss er das Hobby zum Beruf zu machen und bei internationalen Wettbewerben zu starten. Im Jahr 1923 musste Bugatti drei seiner Wagen verkaufen, um die Teilnahme am Rennen der Indianapolis 500 zu finanzieren. Die Fahrer der Wagen waren Bertrand de Cystria, Martín de Álzaga (1901–1982) und Raúl Riganti (1893–1970). Diese drei nahmen als Privatfahrer an dem Rennen teil, während Bugatti mit Pierre de Vizcaya (1894–1933) und Graf Louis Zborowski zwei Werksfahrer stellte. Bei dem Rennen fielen vier der Fahrzeuge durch Motorschäden aus, weil sie die hohen Geschwindigkeiten in Indianapolis nicht bewältigen konnten.
Nach rund 200 Meilen war de-Cystria-Bugatti das einzige französische Auto, das noch im Rennen war. Insgesamt erreichten nur elf der 24 Teilnehmer das Ziel und de Cystria kam nach 200 Runden mit seinem Wagen als Neunter dort an. Der Sieger wurde Tommy Milton in einem Miller-Rennwagen von Harold Arminius Miller.
Nach seiner Rückkehr nach Europa wurde de Cystria in das Werksteam von Bugatti aufgenommen und fuhr einen der vier Wagen vom Type 32, die am 2. Juli 1923 beim Grand Prix de l’Automobile Club of France in Tours an den Start gingen. Der neue Bugatti-Rennwagen war speziell für dieses Rennen entwickelt und mit einer aerodynamischen Aluminiumkarosserie ausgestattet worden. Sein Wagen schied jedoch schon nach 12 Runden aus. Aus dem Team Bugatti erreichte Ernest Friederich mit seinem Auto den dritten Platz.
De Cystria erwarb auf dem Pariser Autosalon einen Bugatti Type 23 und am 19. Oktober 1924 nahm er mit einem Austin am Grand Prix de l’Ouverture auf der neuen Rennstrecke im Autodrome de Linas-Montlhéry teil. Dort schied er nach 79 der 120 Runden aus.